# Western & Southern Open 2021
Die Western & Southern Open 2021 waren der Name eines Tennisturniers der WTA Tour 2021 für Damen sowie eines Tennisturniers der ATP Tour 2021 für Herren, welche zeitgleich vom 15. bis 23. August 2021 in Mason, Ohio bei Cincinnati, stattfanden.

## Herren
→ Qualifikation: Western & Southern Open 2021/Herren/Qualifikation

## Damen
→ Qualifikation: Western & Southern Open 2021/Damen/Qualifikation